# آنکور لاس وگاس
آنکور لاس وگاس (به انگلیسی: Encore Las Vegas) نام یک هتل و کازینوی معروف در شهر لاس وگاس در آمریکا است.
ارتفاع: ۱۹۲

## نگارخانه

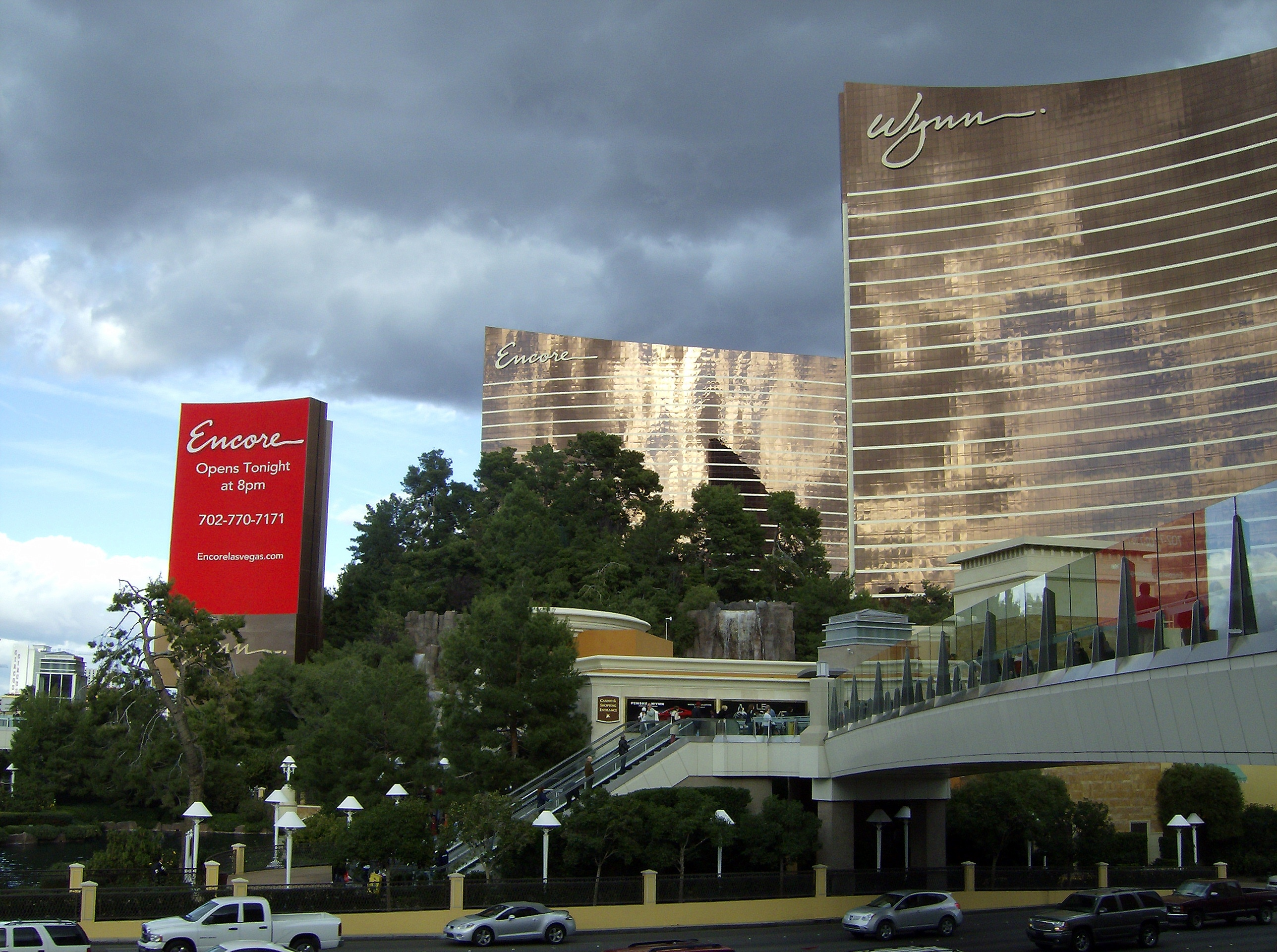
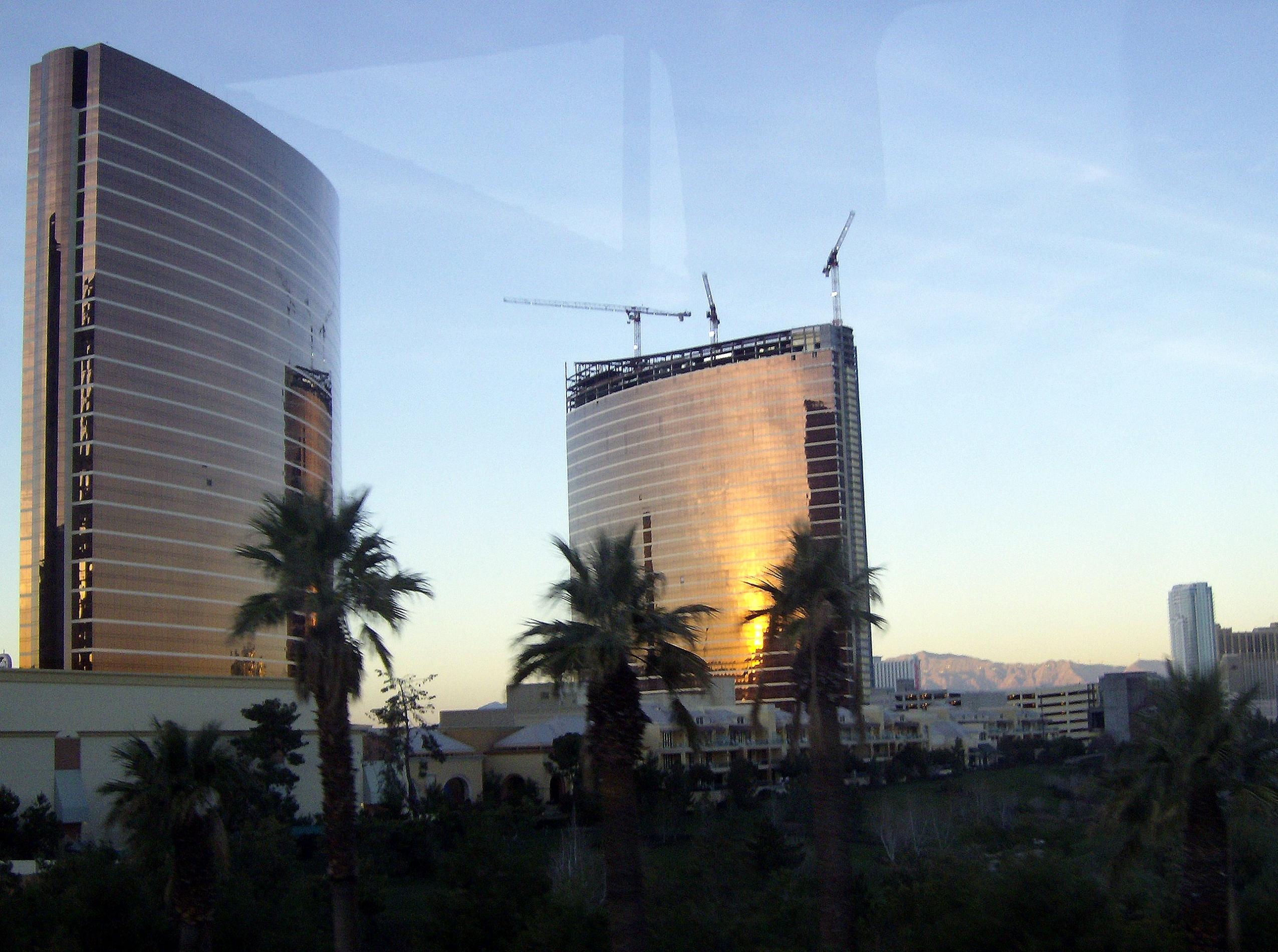
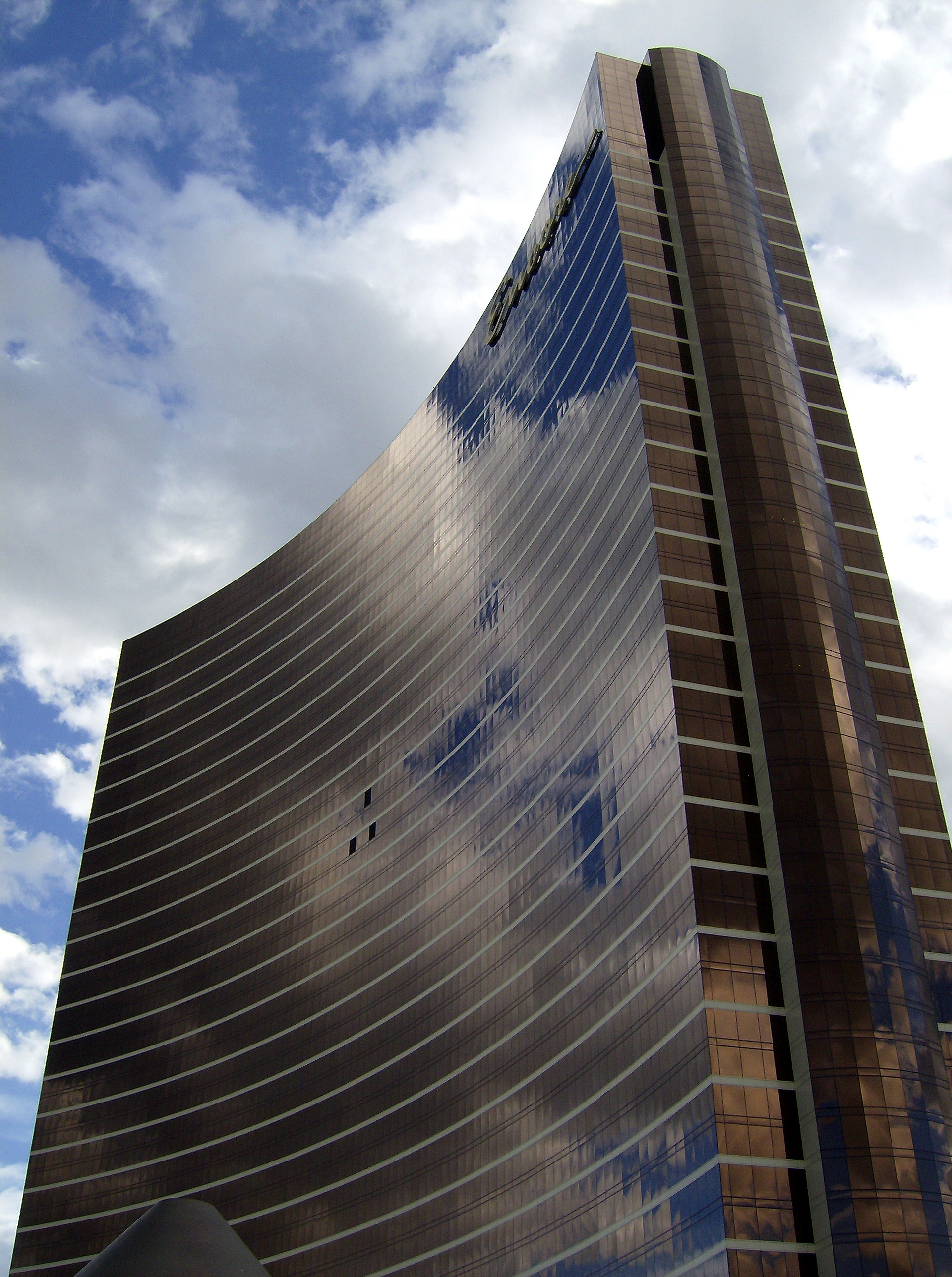
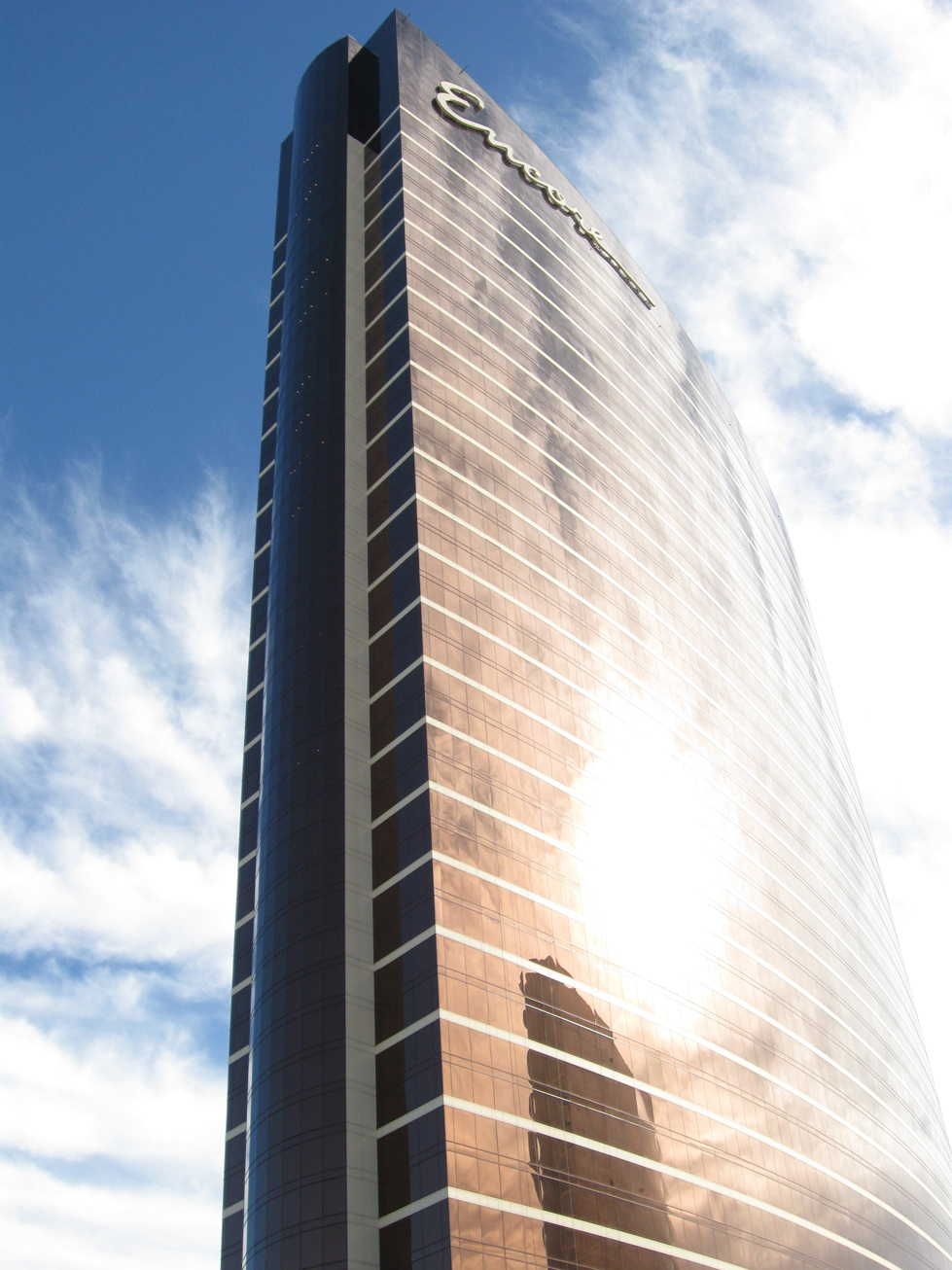
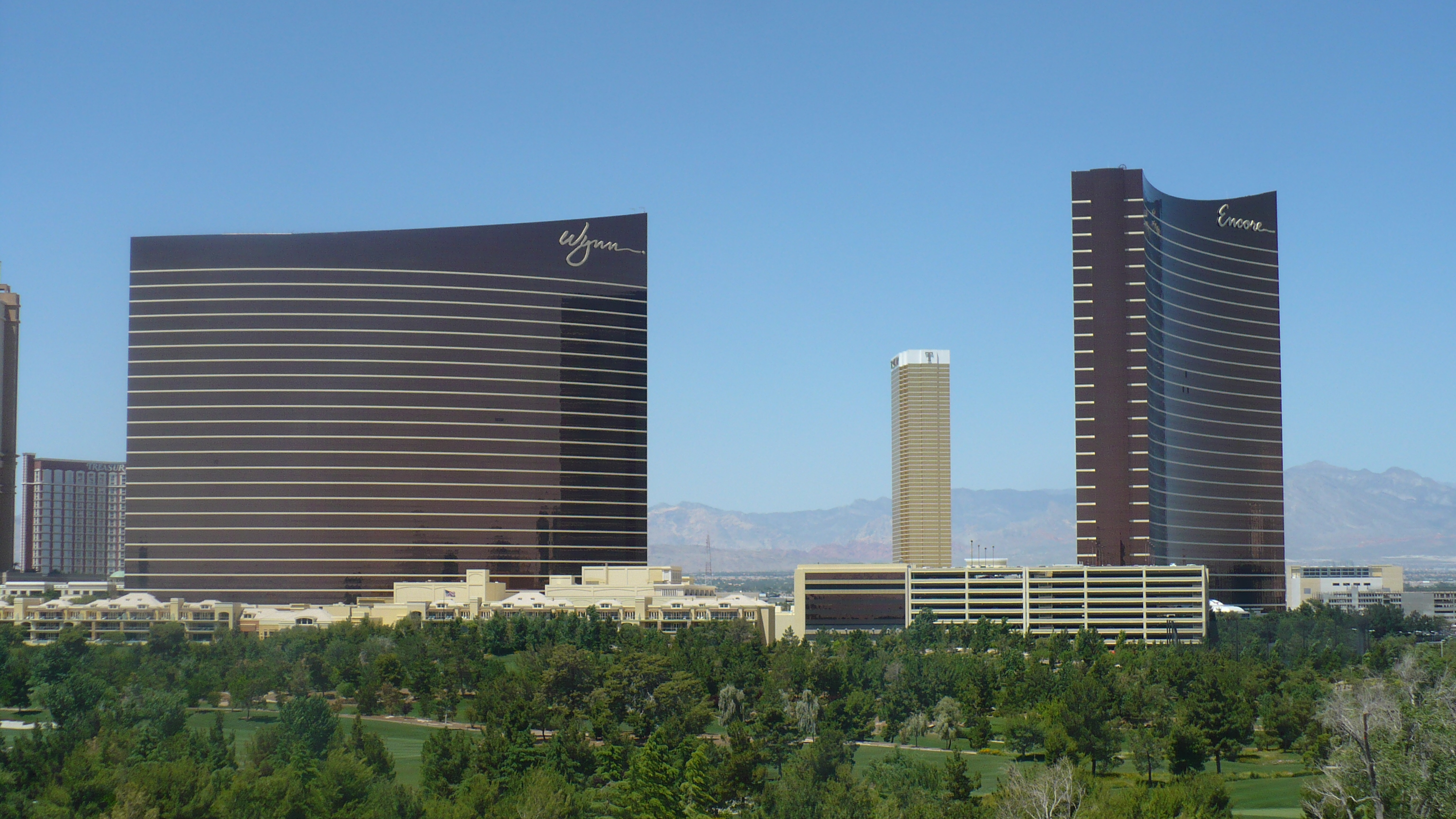
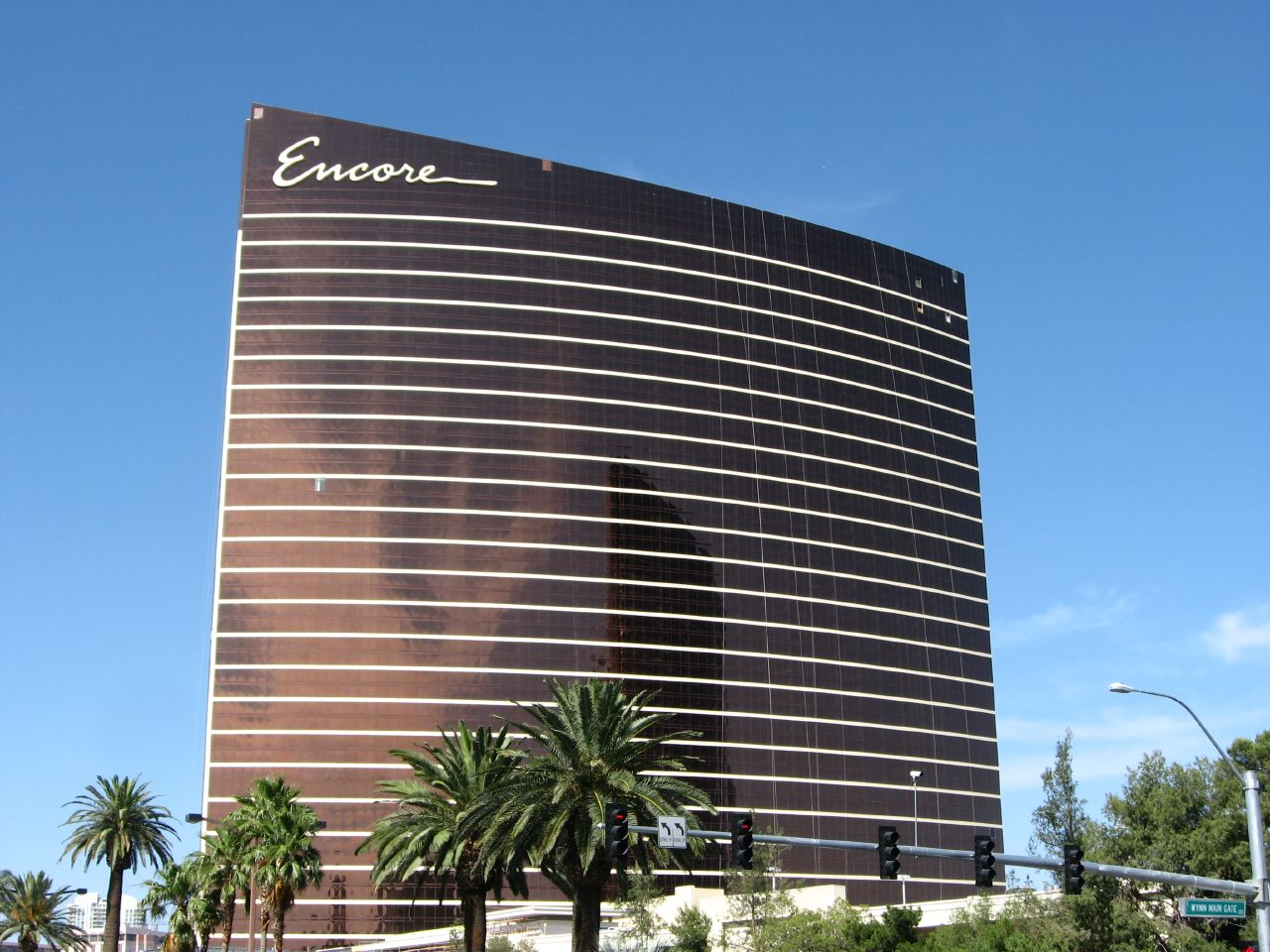